# 사슬톱

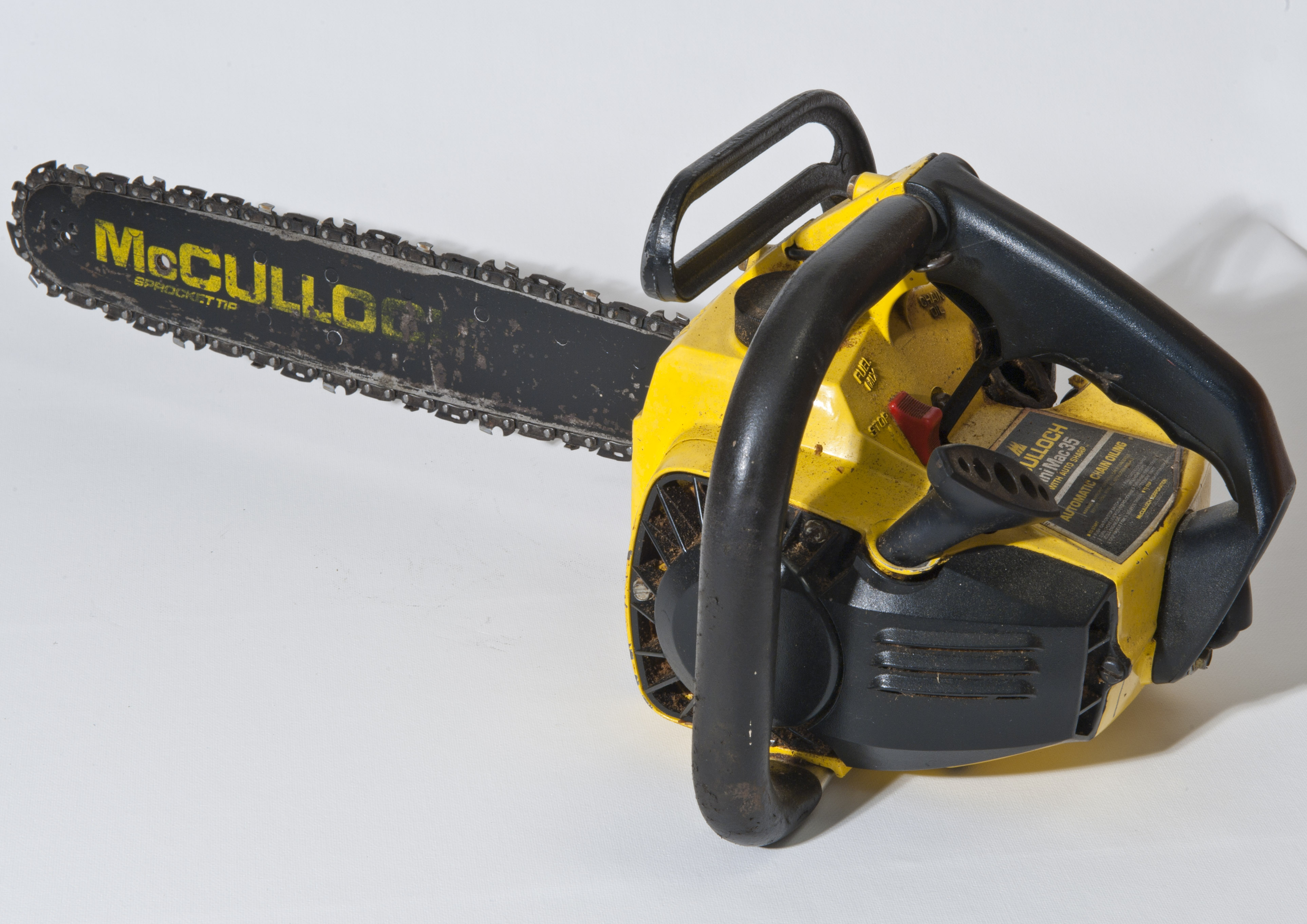
체인톱의 모습.

사슬톱(chainsaw, chain saw) 또는 기계톱 또는 동력톱은 동력으로 돌아가는 휴대용 톱을 말한다. 벌채, 가지치기 등 나무를 자를 때 주로 쓴다.
현대식 체인톱은 일반적으로 휘발유, 전기 또는 배터리로 구동되며(전기로 구동되는 것은 전기톱이라고 함) 나무 벌채, 가지치기, 굽히기, 가지치기, 산불 진압 시 방화 구역 자르기, 장작 수확, 체인톱 예술 및 체인톱 공장에서 사용하기 위한 활동에 사용된다. 콘크리트 절단용, 얼음 절단용. 현대 체인톱의 전신은 19세기 후반부터 목재 체인톱에 대한 특허를 취득하면서 처음으로 수술에 사용되었다.
체인톱은 엔진, 구동 메커니즘, 가이드 바, 절단 체인, 장력 메커니즘 및 안전 기능으로 구성된다. 전기톱에는 다양한 안전 관행과 작업 기술이 사용된다.